# Andrew Robertson (miniaturiste)
Pour les articles homonymes, voir Andrew Robertson.
Andrew Robertson (1777-1845) est un peintre miniaturiste écossais.

## Biographie
Andrew Robertson est né à Aberdeen en 1777. Il est le frère d'Alexandre et d'Archibald Robertson, qui sont également peintres.

## Travaux
L'autoportrait de Robertson est exposé à la National Portrait Gallery de Londres.
Robertson crée un nouveau style de portrait miniature qui devient dominant au milieu du XIXe siècle; au moins quatre exemples sont conservés au Victoria and Albert Museum. Il rompt avec les styles précédents, en particulier le travail de Richard Cosway, et critique ces premiers peintres, décrivant leurs œuvres comme « de jolies choses mais pas des tableaux ». Le style de Robertson comprend des peintures plus grandes et plus détaillées, généralement rectangulaires, et avec une utilisation de peinture essayant d'imiter de grandes huiles sur toile, ajoutant plus de gomme à la peinture pour lui donner un plus grand éclat et une plus grande profondeur de couleur.